# Алькеево (Азнакаевский район)
Альке́ево  (тат. Әлкәй) — село в Азнакаевском районе Республики Татарстан, административный центр Алькеевского сельского поселения.

## Этимология
Топоним произошёл от антропонима на татарском языке «Әлкәй» (Алькей).

## География
Село расположено на левом притоке реки Мелля, в 31 километре к западу от города Азнакаево.

## История
Основано башкирами рода юрми. Известно с 1748 года.
Во время проведения 3-й ревизии (1762 год) были учтены 9 душ мужского пола ясашных татар.
В 1834 году учтены 185 тептярей мужского пола. В 1856 году учтены 434 тептяря, 304 государственных крестьян.
В «Списке населенных мест по сведениям 1859 года», изданном в 1864 году, населённый пункт упомянут как казённая и башкирская деревня Алькеева 1-го стана Бугульминского уезда Самарской губернии. Располагалась при речке Койголдаш, по левую сторону просёлочного тракта из Бугульмы в Мензелинск, в 50 верстах от уездного города Бугульмы и в 30 верстах от становой квартиры в казённой и башкирской деревне Альметева (Альметь-муллина). В деревне в 138 дворах жили 899 человек (438 мужчин и 461 женщина). Была мечеть.
В 1930 году в Алькеево организован колхоз имени К. Маркса.

## Население
| 1795 | 1859 | 1897 | 1920 | 1926 | 1938 | 1949 | 1958 | 1970 | 1979 | 1989 | 2000 | 2010 | 2015 | 2016 |
| ---- | ---- | ---- | ---- | ---- | ---- | ---- | ---- | ---- | ---- | ---- | ---- | ---- | ---- | ---- |
| 376  | 899  | 1843 | 1901 | 1516 | 1555 | 1025 | 895  | 1017 | 876  | 565  | 565  | 523  | 530  | 490  |

Национальный состав
Согласно результатам переписи 2002 года, в национальной структуре населения села татары составляли 96% из 595 человек.

## Инфраструктура
Неполная средняя школа (с 1918 г..

## Религия
Мечеть (с 1998 г.).